# 11945 Amsterdam
11945 Amsterdam (1993 PC5) là một tiểu hành tinh vành đai chính được phát hiện ngày 15 tháng 8 năm 1993 bởi E. W. Elst ở Caussols.